# Matra MS120

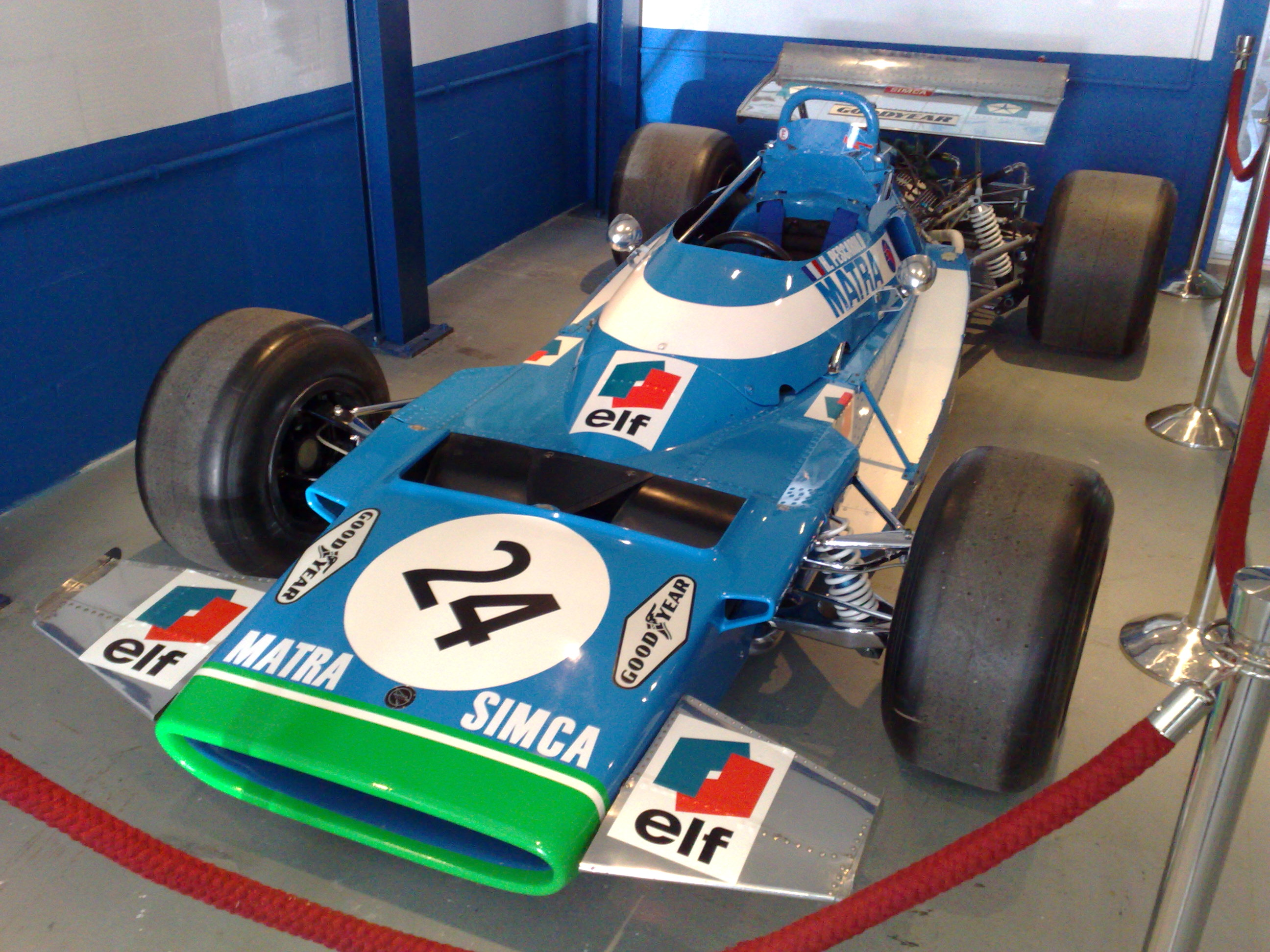
Matra MS120; Siegerwagen von Chris Amon beim Großen Preis von Argentinien 1971

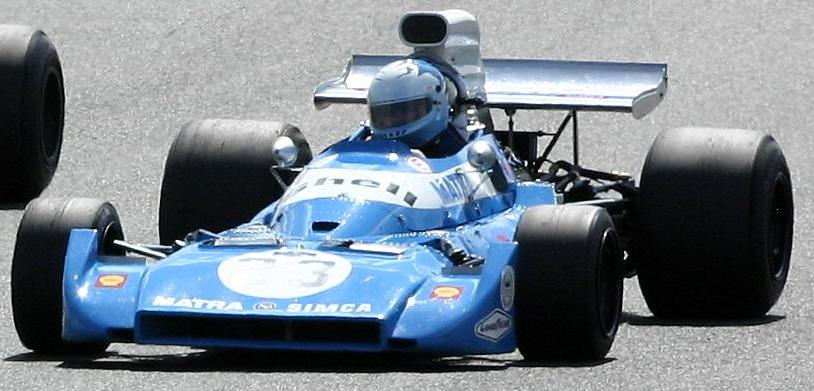
Matra MS120D

Der Matra MS120 war ein Formel-1-Rennwagen von Matra. Der erste MS120 entstand 1970. Bis zum Ende der Saison 1972 wurde der Rennwagen in unterschiedlichen Konfigurationen eingesetzt.

## Geschichte
Das Jahr 1970 war eine Zäsur für Matra. Der Vertrieb der Straßenfahrzeuge wurde von Simca übernommen und Simca zu 100 % von Chrysler. Mit dieser Übernahme endete auch die Zusammenarbeit zwischen Matra und Ken Tyrrell, die 1969 sowohl Matra als auch der Tyrrell Racing Organisation zwei Weltmeistertitel eingebracht hatte.

### Entwicklung
1970 ging Matra wieder als reines Werksteam an den Start. Der 8-Zylinder-Motor von Cosworth, der durch die Verbindung mit Chrysler nicht mehr verwendet werden konnte, wurde durch den hauseigenen 12-Zylinder-Motor ersetzt. Jean-Luc Lagardère verfolgte überhaupt das Ziel, einen Rennwagen zu bauen, der nur aus in Frankreich produzierten Teilen bestand. Der Motor wurde völlig überarbeitet; er bekam unter anderem ein neues Kurbelgehäuse, um als mittragendes Teil zu wirken, außerdem wurden die Zylinderköpfe verbessert. Das Triebwerk leistete jetzt zirka 480 PS, verbrauchte aber mehr Treibstoff als der DFV-Motor.
Bernard Boyer entwickelte ein komplett neues Chassis. Der Wagen war kantig und hatte eine nach vorn abfallende Karosserie. Nur die Aufhängungen stammten vom MS80. Jean-Pierre Beltoise fuhr den MS120 1970 fünf Mal in die Punkteränge und wurde sowohl in Belgien als auch in Italien jeweils Dritter. Der zweite Werksfahrer Henri Pescarolo pilotierte den MS120 in Monaco ebenfalls auf den dritten Platz. Am Ende der Saison erreichte Matra den sechsten Rang in der Konstrukteursmeisterschaft.
1971 kam der Neuseeländer Chris Amon ins Team, der Anfang des Jahres ein nicht zur Weltmeisterschaft zählendes Formel-1-Rennen in Argentinien gewann. Es war das einzige Formel-1-Rennen, das der schnelle Mann aus Ozeanien in seiner Karriere gewinnen konnte. Der Erfolg wurde noch mit dem MS120 eingefahren. Für die Läufe zur Weltmeisterschaft stand der MS120B zur Verfügung. Der Wagen hatte ein stabileres Fahrwerk, rundere Linien und einen Frontflügel (Nase) über die gesamte Breite. Die großen Erwartungen konnte das Fahrzeug aber nicht erfüllen. Amon wurde zwar Dritter in Spanien, aber nach dem letzten Rennen der Saison blieb im Konstrukteurspokal mit neun Punkten nur Rang sieben. Beim Großen Preis von Italien in Monza hatte Amon die Chance auf den Sieg. Der ewige Pechvogel verlor aber in Führung liegend sein Helmvisier und fiel aus der Spitzengruppe zurück. Während Peter Gethin beim knappsten Zieleinlauf der Grand-Prix-Geschichte als Erster durchs Ziel fuhr, wurde Amon nur Sechster.

### Weiterentwicklung
Die beiden MS120B wurden in der Formel-1-Saison 1972 zu einem MS120C auf- und umgearbeitet. Parallel wurde mit Hochdruck am neuen Rennwagen dem MS120D gearbeitet. Bis zu seinem Erscheinen wechselte der inzwischen einzige Werksfahrer Amon zwischen den Typen „B“ und „C“ hin und her. Der MS120D gab beim Großen Preis Frankreich ein fulminantes Debüt. Amon stellte den Wagen im Training auf die Pole-Position und führte im Rennen überlegen, als ihn ein Reifenschaden an die Box zwang. Der Neuseeländer stürmte durchs Feld und wurde noch Dritter. Auch in Monza startete Amon aus der Pole-Position, musste das Rennen nach einem Motorschaden aber vorzeitig aufgeben.
Ende 1972 beendete Matra seine Formel-1-Aktivitäten und konzentrierte sich ganz auf die Sportwagen-Weltmeisterschaft. Die V12-Motoren feierten in den 1970er-Jahren als Aggregat in den Rennwagen von Ligier endlich Grand-Prix-Siege.